# Lehmgrube (Kettershausen)
Lehmgrube, auch Bereitschaftsstellung Kettershausen, amerikanische Bezeichnung „Von Steuben“, war eine Stellung für Raketen des Typs Pershing IA ab 1969, dann Pershing II ab 1983. Sie liegt im Markt Buch im bayrischen Landkreis Neu-Ulm etwa 3 km nordwestlich von Kettershausen. Die Stellung unterstand dem in Neu-Ulm stationierten 1st Battalion 81st Field Artillery Regiment.
Nach dem Ende der militärischen Nutzung waren auf dem Areal zwischenzeitlich Asylbewerber untergebracht. Heute (Stand 2014) ist der Fuhrpark-Dienstleister Autokontor Bayern GmbH Hauptnutzer. Im Januar 2014 hatte das Gelände 34 Einwohner.
Vor dem 1. Oktober 2014 gehörte die Lehmgrube zum gemeindefreien Gebiet Oberroggenburger Wald. Seitdem gehört das Gebiet mit einer Fläche von 17,7 Hektar zum Gemeindegebiet der Marktgemeinde Buch.